# 灘村 (岐阜県)
灘村（なだむら）は、岐阜県大野郡にあった村である。
現在の高山市の中心部北部、西部を構成している地域である。村名は、かつて存在した郷の名（灘郷）に由来する。

## 沿革
- 江戸時代後期から幕末にかけて、この地域は公儀御料（幕領）で飛騨国大野郡灘郷といった。
- 1871年（明治4年） - 廃藩置県により、飛騨国一円は筑摩県となる。
- 1873年（明治6年）頃 - 上岡本村と春国村が合併し、上岡本村となる。
- 1875年（明治8年）1月31日 - 大野郡灘郷、大八賀郷のうち23か村[1]が合併し、大名田村となる。
- 1876年（明治9年）8月20日 - 筑摩県が分割され、旧・飛騨国の地域は岐阜県に合併される。
- 1892年（明治25年）5月19日 - 大名田村の一部[2]が分立し、灘村となる[3][4]。
- 1926年（大正15年）10月1日 - 高山町に編入される。

## 教育
- 灘尋常高等小学校 （現・高山市立北小学校）

## 神社・寺院
- 冬頭神社
- 辻ヶ森三社
- 富士神社
- 松森神社

## 公共施設
- 高山測候所[5]